# Sabah
Sabah (Jawi سابه, Aussprache: [saˈbah]; von arabisch صباح sabah, DMG ṣabāḥ ‚Morgen‘) ist ein Bundesstaat von Malaysia. Es bildet zusammen mit Sarawak den malaysischen Teil der Insel Borneo. Sabah wird aufgrund seiner Lage südlich (unterhalb) des pazifischen Taifungürtels auch „Land unter dem Wind“ (malaiisch negeri di bawah bayu) genannt.

## Geographie

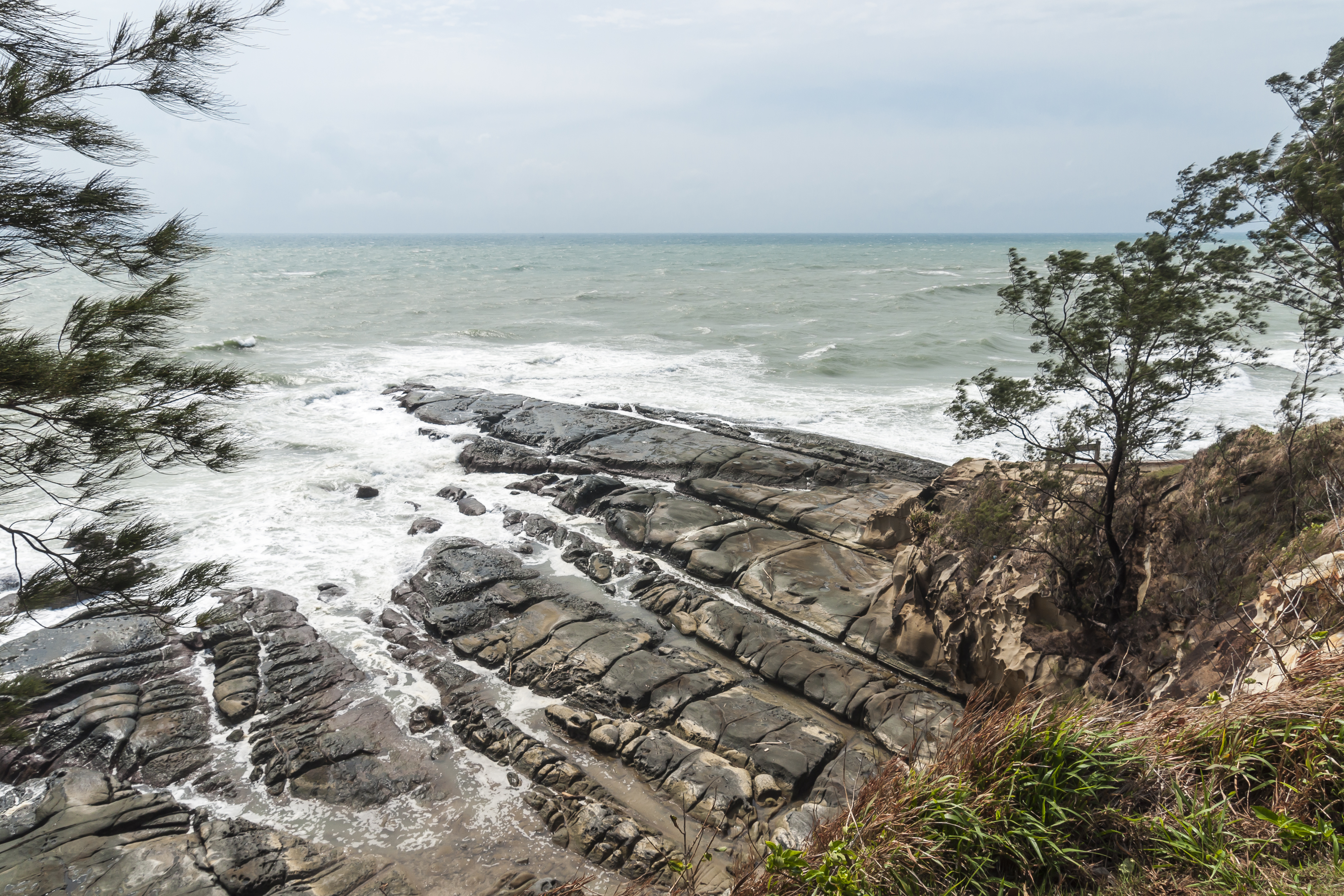
Tanjung Simpang Mengayau, Borneos nördlichster Punkt

Sabah befindet sich an Borneos nördlicher Spitze, somit nördlich des durch Borneo verlaufenden Äquators. Es grenzt im Westen an den Bundesstaat Sarawak und im Süden an Indonesien. Die Westküste liegt am Südchinesischen Meer, die Nordküste an der Sulusee und die Ostküste an der Celebessee. In Sabah befindet sich zudem Borneos nördlichster Punkt, Tanjung Simpang Mengayau, auch als Tip of Borneo bezeichnet. Nordöstlich vorgelagert sind die Turtle Islands, um die 1976 der Nationalpark Turtle Islands Park of Sabah errichtet wurde.
Im Westen Sabahs liegen die drei höchsten Berge Malaysias, mit 4095 m ist der Kinabalu der höchste Südostasiens, gefolgt vom Trus Madi (2642 m) und Tambuyukon (2579 m). Die Regenwälder beherbergen eine große Vielfalt an Pflanzen und Tieren. Der Kinabalu National Park (mal. Taman Negara Kinabalu) wurde 2000 wegen der reichhaltigen Pflanzenvielfalt und einmaligen geologischen, topografischen und klimatischen Bedingungen von der UNESCO zum Welterbe erklärt.
Die Hauptflüsse Sabahs sind der Sungai Kinabatangan, Sungai Padas, Sungai Labuk, Sungai Segama, Sungai Kalabakan, Sungai Paitan und der Sungai Sugut.
Im Konflikt um die Spratly-Inseln beansprucht Malaysia insgesamt zwölf südlich gelegene und hält zurzeit sechs Riffe besetzt: Ardasier-Riff, Dallas-Riff, Erica-Riff, Investigator Shoal, Mariveles-Riff und Swallow-Riff. Malaysia bezieht sich bei seinen Rechtsansprüchen auf das Festlandsockelargument (Schelf von Sabah und Sarawak) beziehungsweise die 200-Meilen-Zone.

## Geschichte
Vor 5000 Jahren wurde das Gebiet von Austronesiern besiedelt. Während des 7. Jahrhunderts gab es die ersten bekannten Ansiedlungen an der Nord-Ost-Küste von Borneo. Im 9. Jahrhundert entwickelte sich eine Handelstätigkeit mit dem Kaiserreich China.
1881 wurde Sabah von der North Borneo Chartered Company übernommen und kam unter europäische Kontrolle. Es bildete das britische Protektorat Britisch-Nordborneo. Die erste Hauptstadt wurde 1882 das etwa 40 km von der Nordspitze Borneos entfernte Kudat, das schon zur Zeit der chinesischen Song-Dynastie ein Vorposten für den Handel mit China war. Nach zwei Jahren wurde Kudat als Hauptstadt aufgrund der Wasserknappheit in dieser Gegend zugunsten von Sandakan aufgegeben. Im Protokoll von Madrid (1885), einem Abkommen zwischen Großbritannien, Deutschland und Spanien, verzichtete Spanien zugunsten von Großbritannien auf alle Ansprüche in Nordborneo, die in der Vergangenheit dem Sultanat Sulu zuzurechnen waren.
Im Zweiten Weltkrieg besetzten japanische Streitkräfte Nordborneo. Durch die Bombardierung der alliierten Streitkräfte wurden die meisten Städte, einschließlich Sandakan verwüstet. Die japanische Besatzung behandelte die britischen und australischen Kriegsgefangenen mit enormer Brutalität. Auf den berüchtigten Todesmärschen von Sandakan starben alle 2504 Gefangenen bis auf 6 Australier. 1946 wurde Britisch-Nordborneo in eine britische Kronkolonie umgewandelt.
Die britische Kronkolonie erlangte am 31. August 1963 die vollständige Unabhängigkeit von Großbritannien. 16 Tage später, am 16. September 1963 vereinigte sich Nordborneo als Bundesstaat Sabah zusammen mit Sarawak und Singapur und der seit 1957 unabhängigen Föderation Malaya zum neuen föderalen Staat Malaysia.
Die Bildung des Staates Malaysia führte zu Spannungen mit den Philippinen, welche Sabah (Teil des vormaligen Sultanates von Sulu) als Teil ihres Staatsgebietes beanspruchten. Dabei wurden sie von Indonesien unterstützt, welches aber schließlich die Zugehörigkeit zu Malaysia anerkannte.
Der territoriale Konflikt um die Zugehörigkeit Sabahs („Nordborneo-Disput“) flammte im Februar 2013 erneut auf, als im so genannten Lahad Datu Standoff etwa 200 uniformierte und teilweise bewaffnete Anhänger des Sultans von Sulu in Kg. Tanduo, einem etwa 130 Kilometer westlich von Lahad Datu gelegenen Dorf anlandeten und eine Neuverhandlung der Zugehörigkeit Sabahs zum Sultanat von Sulu verlangten.

## Bevölkerung
Sabah hat eine Bevölkerung von 3.418.785 Einwohnern (Stand: 2020). 2010 betrug die Einwohnerzahl 3,1 Millionen.
Der Bevölkerungszuwachs ist hoch, vor allem durch die illegale Einwanderung aus den südlichen Provinzen der Philippinen. 32 verschiedene Ethnien leben im Land. Darunter 13,2 % Chinesen, die verschiedene chinesische Dialekte sprechen. Die größte indigene Gemeinschaft bilden die Kadazan-Dusun, gefolgt von Bajau und Murut. Die Nationalsprache Bahasa Malaysia wird mit einem besonderen Einschlag gesprochen. Der Rundfunk hat Programme in den indigenen Sprachen Kadazan, Dusun, Bajau und Murut.
Neben der islamischen Bevölkerungsgruppe gibt es in Sabah verglichen mit den Staaten auf der malaiischen Halbinsel einen relativ großen Anteil von Menschen christlichen Glaubens (römisch-katholisch und protestantisch).

## Administrative Gliederung

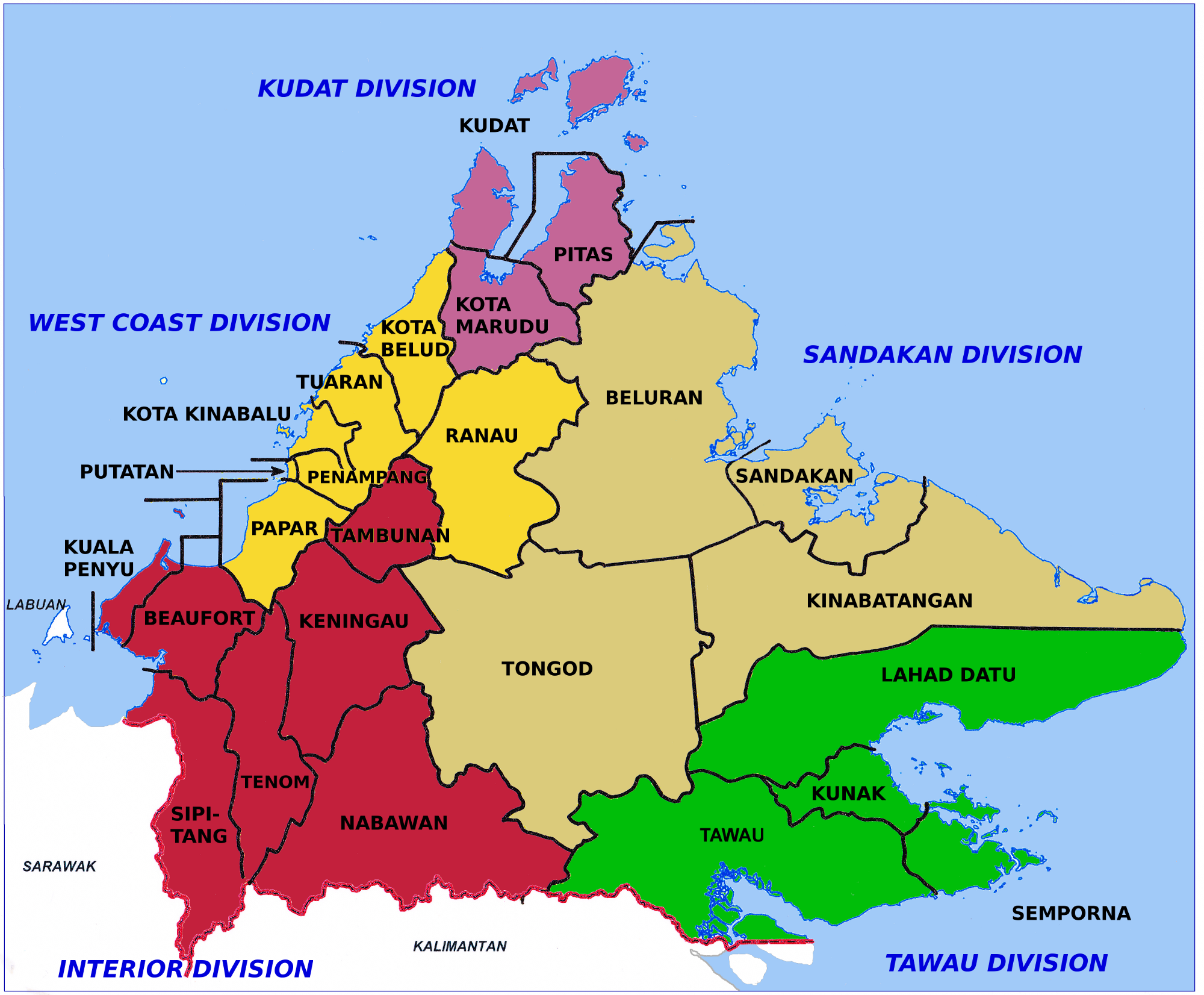
Verwaltungsgebiete und -distrikte Sabahs

Der Bundesstaat Sabah ist in fünf Gebiete (divisions) unterteilt. Diese sind wiederum in Distrikte (districts) eingeteilt.
| Gebiet (division)   | Fläche     | Distrikt (district)                                                 |
| ------------------- | ---------- | ------------------------------------------------------------------- |
| West Coast Division | 07.588 km² | Kota Kinabalu, Ranau, Kota Belud, Tuaran, Penampang, Putatan, Papar |
| Interior Division   | 18.298 km² | Beaufort, Kuala Penyu, Sipitang, Tenom, Nabawan, Keningau, Tambunan |
| Kudat Division      | 04.623 km² | Kota Marudu, Kudat, Pitas                                           |
| Sandakan Division   | 28.205 km² | Beluran, Kinabatangan, Sandakan, Tongod                             |
| Tawau Division      | 14.905 km² | Kunak, Lahad Datu, Semporna, Tawau                                  |

## Wirtschaft
Die Wirtschaft Sabahs verlagerte sich nach dem Zweiten Weltkrieg zunächst auf den Einschlag und Export von Tropenholz, was zu einem zunehmenden Raubbau der natürlichen Wälder führte. Seit 1982 gibt es ökologische Ansätze zur Erhaltung der verbleibenden Regenwaldgebiete, da der Regenwald durch den Palmöl-Boom weiter abgeholzt wurde. Die großflächige Landnutzung durch Ölpalm-Plantagen machte diesen Industriezweig zum dominierenden Wirtschaftszweig in Sabah. Außerdem werden Fischereiprodukte und Gemüse exportiert.
Der Tourismus stellt die zweite Einkommensquelle des Landes dar. Touristische Attraktivität hat im Südosten bei Sandakan eine Auswilderungsstation für Orang-Utans. Der Kinabalu, höchster Berg Südostasiens, ist ein beliebtes Ziel ausländischer Bergsteiger. An der Ostküste liegen bekannte Tauchgründe.
Viele Bewohner Sabahs sind Arbeitsmigranten in Festland-Malaysia, Singapur, Australien und den USA. Sabah hat für qualifizierte Arbeitskräfte kaum Arbeitsplätze in Industrie und Verwaltung. Gleichzeitig gibt es viele Arbeitsmigranten, vor allem aus den Philippinen und Indonesien, geschätzt etwa eine halbe Million, die meist als Illegale im Land leben. Sie sind vor allem in den Ölpalmplantagen tätig.

## Feiertage
Neben den für ganz Malaysia geltenden Feiertagen wird in Sabah jährlich am 31. August die Erlangung der Unabhängigkeit von Großbritannien gefeiert. Dieser Unabhängigkeitstag wird als Negara Sabah Merdeka bezeichnet und darf nicht mit dem landesweiten Hari Malaysia am 16. September verwechselt werden, der an die Gründung Malaysias erinnert. Er fällt jedoch zeitgleich zusammen mit Hari Merdeka, dem Nationalfeiertag Malaysias, der an die Unabhängigkeit der Föderation Malaya am 31. August 1957 erinnert.